# Alexandru Rusu
Alexandru Rusu (ur. 22 listopada 1884 w Șăulii, zm. 9 maja 1963 w Gherli) – rumuński duchowny greckokatolicki, biskup eparchii Marmaroszu, działacz religijny, społeczny i polityczny, błogosławiony Kościoła katolickiego.

## Życiorys
Urodził się w Șăulii na terenie Siedmiogrodu należącego wówczas do Austro-Węgier (obecnie gmina Șăulia, okręg Marusza, w środkowej Rumunii). Był jednym z dwanaściorga dzieci kapłana greckokatolickiego. W l. 1896–1903 kształcił się w Bystrzycy, Târgu Mureș i Blaju. W 1903 r. został wysłany do Budapesztu na studia teologiczne, które zakończył uzyskaniem doktoratu (1910). 
Święcenia kapłańskie otrzymał 20 lipca 1910 r., a następnie został wykładowcą teologii w Akademii Teologicznej i w liceum w Blaju. W 1920 r. mianowano go sekretarzem metropolity, a w 1923 kanonikiem kapituły katedralnej. W okresie 1925–1930 był rektorem Akademii Teologicznej w Blaju, w l. 1911–1918 redaktor „Cultura Creștină”, w l. 1922–1930 redaktor, a następnie redaktor naczelny tygodnika „Unirea”. 
17 października 1930 papież Pius XI wyznaczył Alexandru Rusu na biskupa nowo utworzonej eparchii Marmaroszu ze stolicą w Baia Mare.
Został wyświęcony 30 stycznia 1931 r. w katedrze Zaśnięcia Matki Bożej w Baia Mare przez Vasile Suciu, arcybiskupa Fogaraszu i Alba Iulia. Jako biskup intensywnie zajął się organizacją nowej diecezji, a także został senatorem wirylistą rumuńskiej izby wyższej.
W 1940 roku, po drugim arbitrażu wiedeńskim cała eparchia Marmaroszu, z wyjątkiem kilku parafii rusińskich na Bukowinie, znalazła się pod administracją Węgier. Biskup Alexandru Rusu mieszkał w Baia Mare, zagrożony faszystowskim terrorem.
Po śmierci Alexandru Nicolescu, metropolity Fogaraszu i Alba Iulia i zwierzchnika Kościoła Rumuńskiego Zjednoczonego z Rzymem synod elekcyjny wybrał 16 marca 1946 r. Rusu jego następcą. Wybór został uznany przez Stolicę Apostolską, ale komunistyczny rząd Petru Grozy nie uznał tej elekcji. W konsekwencji urząd metropolity rumuńskiej Cerkwi unickiej pozostał nieobsadzony do 1990 roku.
28 października 1948 r. Alexandru Rusu został aresztowany, a następnie uwięziony przez funkcjonariuszy Ministerstwa Spraw Wewnętrznych. Został osadzony początkowo w Dragoslavele (okręg Ardżesz), następnie w lutym 1949 r. w prawosławnym monasterze w Ciorogârla (okręg Ilfov), a w maju 1950 roku został przeniesiony do więzienia Sighet, gdzie przebywał do 1955 r.
Po pobycie w Sighecie musiał przejść rekonwalescencję w szpitalu w Bukareszcie. Następnie władze komunistyczne nakazały mu przymusowy pobyt w monasterze w Curtea de Argeș, a potem odizolowano go od innych biskupów, umieszczając w monasterze w Niculițel (okręg Tulcza).
W 1956 r. razem z greckokatolickimi biskupami Iuliu Hossu i Ioanem Bălanem napisał memoriał na rzecz przywrócenie praw Kościoła Rumuńskiego Zjednoczonego z Rzymem. Dokument został wysłany do komunistycznych władz Rumunii i za granicę. Memoriał został poparty tysiącami podpisów grekokatolików z całego kraju. 12 sierpnia 1956 r. księża Vasile Chindriș i Izidor Ghiurco odprawili Boską Liturgię w plenerze przed kościołem Świętej Trójcy w Klużu. Uznano to za naruszenie prawa i jako odpowiedzialnego za to zajście wskazano także biskupa Alexandru Rusu. W 1957 roku Wojskowy Sąd w Klużu skazał go na 25 lat ciężkiej pracy „za podżeganie i zdradę”. Został uwięziony w Gherli.
Po długiej chorobie nerek zmarł 9 maja 1963 roku w więzieniu w Gherli. Został pochowany na cmentarzu dla więźniów bez kościelnej ceremonii. Trwa jego proces beatyfikacyjny. 19 marca 2019 został ogłoszony dekret o jego męczeństwie. Został beatyfikowany razem z 6 innymi biskupami 2 czerwca 2019 roku w Blaju, w czasie pielgrzymki Franciszka do Rumunii.